# Коропец (Львовская область)
Коропец (укр. Коропець) — село в Поморянской поселковой общине Золочевского района Львовской области Украины.
Население по переписи 2001 года составляло 308 человек. Занимает площадь 1,714 км². Почтовый индекс — 80762. Телефонный код — 3265.